# Pod błękitem nieba
Pod błękitem nieba (Out of the Blue, 2008–2009) – australijska opera mydlana wyprodukowana dla stacji BBC, emitowana od 28 kwietnia 2008 roku do 29 stycznia 2009 roku. W Polsce nadawana na kanale Viacom Blink! od 21 lipca 2011 roku.

## Opis fabuły
Po latach na zjazd absolwentów liceum w Manly przybywa grupa trzydziestolatków, podczas którego zostaje zamordowany jeden z nich. Dochodzą do wniosku, że mordercą jest ktoś ze znajomych. 

## Obsada
- Sophie Katinis jako Gabby West
- Clayton Watson jako Jarrod O'Donnell
- Charlotte Gregg jako Tracy O'Donnell
- Renai Caruso jako Rebecca 'Bec' Quilter
- Ryan Johnson jako Ian 'Stavva' Jones
- Katherine Hicks jako Poppy Hammond
- Dylan Landre jako Philip 'Philby' McManus
- Tom Oakley jako Jason Conners
- Daniel Henshall jako Adam 'Addo' O'Donnell
- John Atkinson jako Stephen Mulroney
- Daisy Betts jako Peta Lee
- Olivia Bonnici jako Tess McManus
- Aidan Gillett jako Daniel McManus
- Nathaniel Buzolic jako Paul O'Donnell
- Samara Weaving jako Kirsten Mulroney
- Louis Hunter jako Kyle "Shaft" Mulroney
- Basia A'Hern jako Lucia Jones
- Kim Knuckey jako Brian Jones
- Zoe Carides jako Pia Jones
- Noel Hodda jako Ron O'Donnell
- Diane Craig jako Deborah McManus
- Bernard Curry jako Nate Perrett
- Maggie Dence jako Olive Hammond
- Charlie Rose MacLennan jako Zoe O'Donnell